# 豊島直通

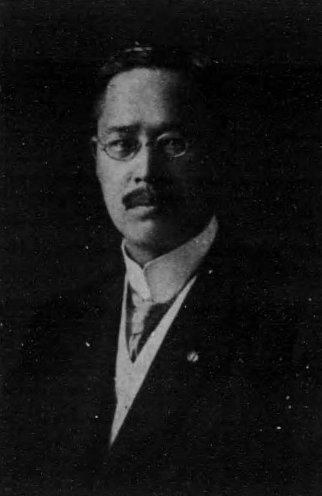
豊島直通

豊島 直通（としま　なおみち、明治4年12月18日（1872年1月27日） - 昭和5年（1930年）10月14日）は、日本の司法官僚。判事。検事。法学博士。

## 経歴
東京府出身。1895年（明治28年）、東京帝国大学法科大学を卒業。司法官試補、東京地方裁判所検事・東京控訴院検事、司法省参事官、同法務局長、同刑事局長、東京控訴院検事長を歴任した。1923年（大正12年）、判事に転じ大審院部長となった。在職のまま死去した。

## 栄典
位階
- 1903年（明治36年）10月10日 - 正六位[3]
- 1909年（明治42年）3月1日 - 正五位[4]
- 1930年（昭和5年）10月14日 - 正三位[5]

勲章
- 1926年（大正15年）4月26日 - 勲一等瑞宝章[6]